# New Concepts of Artistry in Rhythm
| Recensione | Giudizio |
| ---------- | -------- |
| AllMusic   |          |

New Concepts of Artistry in Rhythm è un album discografico a nome della Stan Kenton and His Orchestra, pubblicato dalla casa discografica Capitol Records nell'aprile del 1953 .

## Tracce

### LP (Capitol Records, H-383)
Lato A
1. 23°N — 82°W – 3:09 (musica: Bill Russo) – Registrato l'11 settembre 1952 al Universal Recording Studios di Chicago, Illinois
2. Portait of a Count – 3:15 (musica: Bill Russo) – Registrato il 10 settembre 1952 al Universal Recording Studios di Chicago, Illinois
3. Improvisation – 6:20 (musica: Bill Russo) – Registrato il 16 settembre 1952 al Universal Recording Studios di Chicago, Illinois

Lato B
1. Invention for Guitar and Trumpet – 2:52 (musica: Bill Holman) – Registrato il 15 settembre 1952 al Universal Recording Studios di Chicago, Illinois
2. My Lady – 3:18 (musica: Bill Russo) – Registrato il 15 settembre 1952 al Universal Recording Studios di Chicago, Illinois
3. Young Blood – 3:13 (musica: Gerry Mulligan) – Registrato il 10 settembre 1952 al Universal Recording Studios di Chicago, Illinois
4. Frank Speaking – 3:12 (musica: Bill Russo) – Registrato il 10 settembre 1952 al Universal Recording Studios di Chicago, Illinois

- Durata brani (non accreditati sull'originale LP) ricavati dal CD del 1989, pubblicato dalla Capitol Jazz Records

### LP (Capitol Records, T-383)
Lato A
1. 23°N — 82°W – 3:09 (musica: Bill Russo)
2. Portait of a Count – 3:15 (musica: Bill Russo)
3. Invention for Guitar and Trumpet – 2:52 (musica: Bill Holman)
4. My Lady – 3:18 (musica: Bill Russo)
5. Young Blood – 3:13 (musica: Gerry Mulligan)
6. Frank Speaking – 3:12 (musica: Bill Russo)

Lato B
1. Prologue (This Is an Orchestra) – 9:57 (musica: Stan Kenton, Johnny Richards) – Registrato l'8 settembre 1952 al Universal Recording Studios di Chicago, Illinois
2. Improvisation – 6:20 (musica: Bill Russo)

- Durata brani (non accreditati sull'originale LP) ricavati dal CD del 1989, pubblicato dalla Capitol Jazz Records

### CD
Riedizione su CD del 1989, pubblicato dalla Capitol Jazz Records (CDP 7 92865 2)
1. Prologue (This Is an Orchestra!) – 9:57 (musica: Bill Russo)
2. Portait of a Count – 3:15 (musica: Bill Russo)
3. Young Blood – 3:13 (musica: Gerry Mulligan)
4. Frank Speaking – 3:12 (musica: Bill Russo)
5. 23°N — 82°W – 3:09 (musica: Bill Russo)
6. Taboo – 3:17 (testo: S. K. Russell – musica: Margarita Lecuona) – Registrato l'11 settembre 1952 al Universal Recording Studios di Chicago, Illinois
7. Lonesome Train – 2:46 (musica: Gene Roland) – Registrato l'11 settembre 1952 al Universal Recording Studios di Chicago, Illinois
8. Invention for Guitar and Trumpet – 2:52 (musica: Bill Holman)
9. My Lady – 3:18 (musica: Bill Russo)
10. Swing House – 2:57 (musica: Gerry Mulligan) – Registrato il 15 settembre 1952 al Universal Recording Studios di Chicago, Illinois
11. Improvisation – 6:20 (musica: Bill Russo)
12. You Go to My Head – 3:20 (testo: Haven Gillespie – musica: J. Fred Coots) – Registrato il 15 settembre 1952 al Universal Recording Studios di Chicago, Illinois

## Musicisti
23°N — 82°W / Taboo / Lonesome Train / Invention for Guitar and Trumpet
- Stan Kenton – piano, conduttore orchestra
- Johnny Richards – arrangiamenti (brano: Taboo)
- Gene Roland – arrangiamenti (brano: Lonesome Train)
- Bill Holman – arrangiamenti (brano: Invention for Guitar and Trumpet)
- Kay Brown – voce (brano: Lonesome Train)
- Buddy Childers – tromba
- Maynard Ferguson – tromba
- Conte Candoli – tromba
- Don Dennis – tromba
- Ruben McFall – tromba
- Bob Burgess – trombone
- Frank Rosolino – trombone
- Bill Russo – trombone, arrangiamenti (brano: 23°N — 82°W)
- Keith Moon – trombone
- George Roberts  – trombone basso
- Lee Konitz – sassofono alto
- Vinnie Dean – sassofono alto
- Bill Holman – sassofono tenore
- Richie Kamuca – sassofono tenore
- Bob Gioga – sassofono baritono
- Sal Salvador – chitarra
- Don Bagley – contrabbasso
- Stan Levey – batteria
- Ken Walton – bongos (brani: 23°N — 82°W e Taboo)

Portait of a Count / Young Blood / Frank Speaking / Swing House / You Go to My Head
- Stan Kenton – piano, conduttore orchestra
- Bill Russo – arrangiamenti (eccetto brani: Young Blood, Swing House e You Go to My Head)
- Gerry Mulligan – arrangiamenti (solo nel brano: Young Blood)
- Buddy Childers – tromba
- Maynard Ferguson – tromba
- Conte Candoli – tromba
- Don Dennis – tromba
- Ruben McFall – tromba
- Bob Burgess – trombone
- Frank Rosolino – trombone
- Bill Russo – trombone
- Keith Moon – trombone
- George Roberts  – trombone basso
- Lee Konitz – sassofono alto
- Vinnie Dean – sassofono alto
- Bill Holman – sassofono tenore
- Richie Kamuca – sassofono tenore
- Bob Gioga – sassofono baritono
- Sal Salvador – chitarra
- Don Bagley – contrabbasso
- Stan Levey – batteria

Improvisation
- Stan Kenton – piano, conduttore orchestra
- Bill Russo – arrangiamenti
- Buddy Childers – tromba
- Maynard Ferguson – tromba
- Conte Candoli – tromba
- Don Dennis – tromba
- Ruben McFall – tromba
- Bob Burgess – trombone
- Frank Rosolino – trombone
- Bill Russo – trombone
- Keith Moon – trombone
- George Roberts  – trombone basso
- Lee Konitz – sassofono alto
- Vinnie Dean – sassofono alto
- Bill Holman – sassofono tenore
- Richie Kamuca – sassofono tenore
- Bob Gioga – sassofono baritono
- Sal Salvador – chitarra
- Don Bagley – contrabbasso
- Stan Levey – batteria

Prologue (This Is an Orchestra)
- Stan Kenton – piano, conduttore orchestra
- Johnny Richards – arrangiamenti
- Buddy Childers – tromba
- Maynard Ferguson – tromba
- Conte Candoli – tromba
- Don Dennis – tromba
- Ruben McFall – tromba
- Bob Burgess – trombone
- Frank Rosolino – trombone
- Bill Russo – trombone
- Keith Moon – trombone
- George Roberts  – trombone basso
- Lee Konitz – sassofono alto
- Vinnie Dean – sassofono alto
- Bill Holman – sassofono tenore
- Richie Kamuca – sassofono tenore
- Bob Gioga – sassofono baritono
- Sal Salvador – chitarra
- Don Bagley – contrabbasso
- Stan Levey – batteria